# Muqi

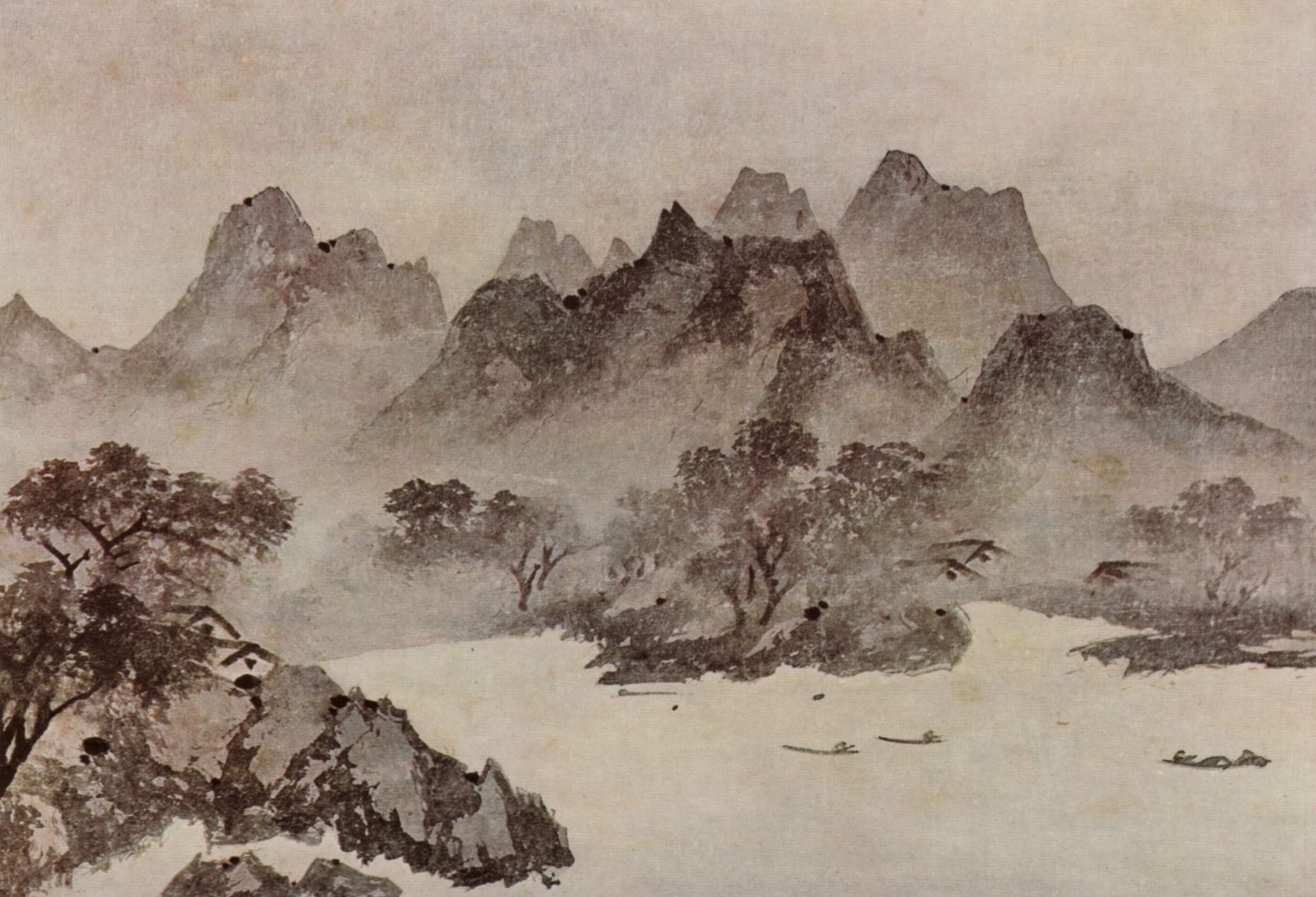
Obraz Muqi z serii Osiem widoków z podróży wzdłuż rzek Xiao i Xiang. Zbiory Muzeum Nezu w Tokio

Muqi – chiński malarz i mnich buddyjski z XIII wieku. Jego zakonne imię brzmiało Fachang (法常).
W końcowym okresie istnienia Dynastii Song Muqi uciekł do buddyjskiego monasteru w okolicach Hangzhou. Jego monochromatyczne, syntetycznie ujęte obrazy o miękkiej, swobodnej kresce, głównie zwierzęta, ptaki, kwiaty, bambusy oraz pejzaże, są uważane za szczytowe osiągnięcie malarstwa inspirowanego przez buddyzm chan. Jego najbardziej znanym dziełem jest Sześć persymon, obraz uznawany za jeden z najwspanialszych w dziejach chińskiego malarstwa, gdzie „sześć owoców umieszczonych na pustej płaszczyźnie tworzy niepowtarzalny w swej doskonałości rytm”. Jego sztuka była inspiracją dla wielu późniejszych malarzy tworzących w stylu chan, szczególnie w Japonii.